# Coupe de Yougoslavie féminine de handball
La Coupe de Yougoslavie féminine de handball était une compétition de handball à élimination directe ouverte aux clubs féminins de Yougoslavie avant la dissolution de fait de la République fédérale socialiste. La dernière édition a eu lieu en 1992.
Les clubs les plus titrés sont le Radnički Belgrade avec 11 coupes remportées devant le Lokomotiva Zagreb et ses 8 titres.
Aujourd'hui, les équipes évoluent dans l'une des coupes suivantes :
- Coupe de Bosnie-Herzégovine
- Coupe de Croatie
- Coupe de Macédoine du Nord
- Coupe de RF Yougoslavie/Serbie-et-Monténégro, lui-même aujourd'hui séparé en :
  - Coupe du Monténégro
  - Coupe de Serbie
- Coupe de Slovénie

## Palmarès
| Année | Vainqueur                   | Finaliste             |              |
| ----- | --------------------------- | --------------------- | ------------ |
| 1956  | Lokomotiva Zagreb (1, )     | Spartak Subotica      |              |
| 1957  | Lokomotiva Zagreb (2, )     | Spartak Subotica      |              |
| 1958  | Lokomotiva Zagreb (3, )     | Lokomotiva Virovitica |              |
| 1959  | Lokomotiva Zagreb (4, )     | Grafičar Osijek       |              |
| 1960  | Lokomotiva Zagreb (5, )     | Lokomotiva Virovitica |              |
| 1961  | Spartak Subotica (1, )      | Lokomotiva Zagreb     |              |
| 1962  | ORK Belgrade (1, )          | Spartak Subotica      |              |
| 1963  | ORK Belgrade (2, )          | Spartak Subotica      |              |
| 1964  | non disputée                | non disputée          | non disputée |
| 1965  | Lokomotiva Zagreb (6, )     |                       |              |
| 1966  | Grafičar Osijek (1, )       |                       |              |
| 1967  | ORK Belgrade (3, )          |                       |              |
| 1968  | ORK Belgrade (4, )          | Spartak Subotica      |              |
| 1969  | ŽRK Trešnjevka Zagreb (1, ) | ORK Belgrade          |              |
| 1970  | Radnički Belgrade (1, )     |                       |              |
| 1971  | Lokomotiva Zagreb (7, )     |                       |              |
| 1972  | ORK Belgrade (5, )          |                       |              |
| 1973  | Radnički Belgrade (2, )     |                       |              |
| 1974  | Voždovac Belgrade (1, )     |                       |              |
| 1975  | Radnički Belgrade (3, )     |                       |              |
| 1976  | Radnički Belgrade (4, )     |                       |              |
| 1977  | Železničar Novi Sad (1, )   |                       |              |
| 1978  | ŽRK Osijek (2, )            | ORK Belgrade          |              |
| 1979  | Radnički Belgrade (5, )     | Lokomotiva Zagreb     |              |
| 1980  | Sekulić Sombor (1, )        |                       |              |
| 1981  | ŽRK Osijek (3, )            |                       |              |
| 1982  | ORK Belgrade (6, )          |                       |              |
| 1983  | Radnički Belgrade (6, )     | ORK Dalma Split       |              |
| 1984  | Budućnost Titograd (1, )    |                       |              |
| 1985  | Radnički Belgrade (7, )     | Voždovac Belgrade     |              |
| 1986  | Radnički Belgrade (8, )     |                       |              |
| 1987  | Voždovac Belgrade (2, )     |                       |              |
| 1988  | Lokomotiva Zagreb (8, )     |                       |              |
| 1989  | Budućnost Titograd (2, )    |                       |              |
| 1990  | Radnički Belgrade (9, )     |                       |              |
| 1991  | Radnički Belgrade (10, )    | Podravka Koprivnica   |              |
| 1992  | Radnički Belgrade (11, )    |                       |              |

## Bilan
| Rang | Club                  | Titres | Année(s)                                                         | République actuelle |
| ---- | --------------------- | ------ | ---------------------------------------------------------------- | ------------------- |
| 1    | Radnički Belgrade     | 11     | 1970, 1973, 1975, 1976, 1979, 1983, 1985, 1986, 1990, 1991, 1992 | Serbie              |
| 2    | Lokomotiva Zagreb     | 8      | 1956, 1957, 1958, 1959, 1960, 1965, 1971, 1988                   | Croatie             |
| 3    | ORK Belgrade          | 6      | 1962, 1963, 1967, 1968, 1972, 1982                               | Serbie              |
| 4    | (Grafičar) Osijek     | 3      | 1966, 1978, 1981                                                 | Croatie             |
| 5    | Voždovac Belgrade     | 2      | 1974, 1987                                                       | Serbie              |
| 5    | Budućnost Podgorica   | 2      | 1984, 1989                                                       | Monténégro          |
| 7    | Spartak Subotica      | 1      | 1961                                                             | Serbie              |
| 7    | ŽRK Trešnjevka Zagreb | 1      | 1969                                                             | Croatie             |
| 7    | Železničar Novi Sad   | 1      | 1977                                                             | Serbie              |
| 7    | Sekulić Sombor        | 1      | 1980                                                             | Serbie              |